# Ulrich Apt
Ulrich Apt, dit el Vell (ca.1460- Augsburg, 1532) fou un pintor renaixentista alemany del segle XV-XVI, de biografia molt poc coneguda. Hi ha obra seva a diversos museus importants del món, com el Metropolitan Museum of Art.

## Biografia
Fill de Peter Apt, també pintor, se sap que va ser mestre de pintura el 1481 a Augsburg, on va organitzar, junt amb els seus fills un taller familiar, fet que dificulta establir l'autoria de les obres que d'ell en van sortir. Els seus fills van ser Jacob, mort el 1518, Ulrich Apt, el Jove i Michael.
Al Museu Nacional d'Art de Catalunya es pot veure una obra seva, La Pietat, pintada vers el 1510 i provinent de la col·lecció Thyssen-Bornemisza, en dipòsit al museu des de 2004.

## Obres rellevants
- La Pietat, al Mnac
- Retrat d'un home i la seva dona, Metropoltan de Nova York[3]
- Retrat d'un home vell, col·lecció de Liechtenstein
- Retable de La Crucifixió, a Augsburg